# جي. ويليام سكينر
جي. ويليام سكينر (بالإنجليزية: G. William Skinner)‏ هو عالم إنسان أمريكي، ولد في 14 فبراير 1924 في أوكلاند في الولايات المتحدة، وتوفي في 26 أكتوبر 2008 في دافيس في الولايات المتحدة.